# Deshorn Brown
Deshorn Brown, né le 22 décembre 1990 à Manchester en Jamaïque, est un footballeur international jamaïcain. Il joue au poste d'attaquant au Republic de Sacramento en USL Championship.

## Biographie
À l'issue de la saison 2012 de NCAA, Deshorn Brown signe un contrat Génération Adidas pour anticiper son passage en professionnel. Il est repêché à la sixième position lors de la MLS SuperDraft 2013 par les Rapids du Colorado. Après deux saisons où il inscrit chaque fois dix buts en trente rencontres, il est transféré le 17 mars 2015 à la formation norvégienne du Vålerenga,.